# R. c. J.A.
R. c. J.A.  est un arrêt de principe de 2011 de la Cour suprême du Canada concernant le consentement dans les affaires d'agression sexuelle et notamment lorsque la victime devient inconsciente. 

## Les faits
Le 27 mai 2007, J.A. et sa partenaire de longue date, K.D., ont commencé à avoir une activité sexuelle consentie ensemble. Pendant l'activité sexuelle, K.D. a consenti pour que J.A. l'étouffe dans le cadre de l'activité sexuelle. K.D. a perdu connaissance pendant environ trois minutes et elle comprenait que cela pouvait arriver lorsqu'elle a consenti à être étouffée.
Alors que K.D. était inconsciente, J.A. l'a ligotée et a effectué des actes sexuels supplémentaires sur elle. Dans son témoignage, K.D. n'était pas certaine d'avoir su ou d'avoir consenti à cette activité sexuelle que J.A. a pratiquée sur elle alors qu'elle était inconsciente. Après que K.D. a repris connaissance, elle et J.A. ont continué à avoir une activité sexuelle consentie.
Le 11 juillet 2007, K.D. a déposé une plainte auprès de la police, affirmant que l'activité n'était pas consentie, bien qu'elle se soit rétractée par la suite. J.A. a été accusé de voies de fait graves, d'agression sexuelle, de tentative de rendre une personne inconsciente afin de l'agresser sexuellement et de défaut de se conformer à une ordonnance de probation.

## Le procès
Au procès, le juge du procès a conclu que K.D. avait consenti à être étouffée jusqu'à l'inconscience. Bien que la cour ait conclu qu'il s'agissait de lésions corporelles, le juge de première instance a conclu qu'elles étaient trop transitoires pour constituer des lésions corporelles. En conséquence, le juge a acquitté J.A. de voies de fait graves et d'étouffement sur K.D.
Cependant, le juge de première instance a conclu que soit K.D. n'avait pas consenti à l'activité sexuelle, ou si elle l'avait fait, alors elle ne pouvait pas légalement consentir à une activité sexuelle ayant lieu alors qu'elle était inconsciente. J.A. a été reconnu coupable d'agression sexuelle et d'infraction à son ordonnance de probation.

## L'appel
En appel, la Cour d'appel de l'Ontario a conclu à l'unanimité qu'il n'y avait pas suffisamment de preuves pour conclure que K.D. n'a pas consenti à l'activité sexuelle.
En outre, les juges majoritaires ont déterminé que des personnes peuvent consentir à une activité sexuelle après avoir perdu connaissance. Les juges majoritaires ont également conclu que même si le juge du procès avait commis une erreur et qu'il y avait, en fait, des lésions corporelles, ils ont statué que les lésions corporelles ne peuvent vicier le consentement sur une accusation d'agression sexuelle uniquement.
Le juge dissident a conclu que le consentement aux fins d'agression sexuelle exigeait un esprit actif pendant l'activité sexuelle en question.
Le ministère public fait appel du jugement de la Cour d'appel en Cour suprême.

## Jugement de la Cour suprême
Le pourvoi du ministère public est accepté et la déclaration de culpabilité pour agression sexuelle est rétablie. 

## Motifs du jugement
La Cour suprême a conclu qu'une personne ne peut consentir à une activité sexuelle que si elle est consciente tout au long de cette activité. Si une personne perd connaissance pendant l'activité sexuelle, elle ne peut légalement consentir, qu'elle ait ou non consenti plus tôt.
Le jugement  des juges majoritaires a été rendu par la juge en chef McLachlin. Outre les deux parties (J.A. et le procureur général de l'Ontario), la Cour a entendu deux intervenants : le procureur général du Canada et le Fonds d'action et d'éducation juridiques pour les femmes (FAEF).
Les juges majoritaires ont examiné la définition du consentement pour les agressions sexuelles figurant à l'article 273.1 du Code criminel et a conclu que : « Pour le législateur, le consentement est l’accord volontaire du plaignant à chacun des actes sexuels accomplis à une occasion précis.». En définitive, la majorité a conclu que le législateur voulait qu'une personne ait l'esprit actif pendant l'activité sexuelle en question.
En arrivant à leur conclusion, les juges majoritaires ont observé ce qui suit :
1. Le consentement que donne une personne avant d’être rendue inconsciente n'est pas un moyen de défense, car une personne doit pouvoir retirer son consentement lors de l'activité sexuelle en question.
2. La règle ne s'applique qu'au consentement dans les cas d'agression sexuelle.
3. Bien que cela puisse conduire à une interprétation étrange, par ex. lorsqu'un(e) partenaire embrasse l'autre partenaire pendant qu'il ou elle dort, la majorité a conclu que c'est l'intention du législateur et qu'elle ne peut être annulée sans contestation constitutionnelle. (Voir Charte canadienne des droits et libertés#Interprétation et mise en application.)

Par conséquent, J.A. fut reconnu coupable d'agression sexuelle.

## Jugement dissident
Le jugement dissident a été rendu par le juge Morris Fish.
Les juges dissidents ont trouvé un certain nombre de problèmes avec l'interprétation des juges majoritaires :
1. Cela priverait les femmes de leur liberté de se livrer à des activités sexuelles qui n'entraînent pas de lésions corporelles.
2. Cela signifierait que les personnes qui font vie commune, y compris les conjoints, risquent de voir un partenaire commettre une agression sexuelle lorsque ce partenaire embrasse ou caresse son partenaire endormi, même avec le consentement exprès préalable de ce partenaire.

La dissidence a conclu qu'en l'absence d'une interdiction claire dans le Code criminel, une personne consciente peut consentir à l'avance à une activité sexuelle pendant qu'elle est inconsciente, à condition qu'il n'y ait pas de lésions corporelles et à condition que l'activité sexuelle n'aille pas au-delà de ce qui avait été convenu.